# Hymenocrater
Hymenocrater es un género con 20 especies de plantas con flores perteneciente a la familia Lamiaceae. es originario del oeste y centro de Asia hasta el Himalaya.
Las especie de este género son hierbas perennes y aromáticas con un robusto rizoma leñoso y grueso. Presenta un mechón de hasta 30 centímetros de diámetro. Tiene numerosas tallos, generalmente no ramificados, de unos 20 a 45 centímetros de altura, erectos o ascendentes, finamente glandulades o pilosos, cuadrangulares y con muchas hojas .

## Especies
| - Hymenocrater adenothrix - Hymenocrater altimuranus - Hymenocrater argutidens - Hymenocrater aucheri - Hymenocrater bituminosus - Hymenocrater calycinus - Hymenocrater elegans' - Hymenocrater haussknechtii - Hymenocrater incanus' - Hymenocrater inciaidentatus | - Hymenocrater longiflorus - Hymenocrater macrophyllus' - Hymenocrater michauxii - Hymenocrater oxyodontus - Hymenocrater pallens - Hymenocrater paniculatus - Hymenocrater platystegius - Hymenocrater secundiflorus - Hymenocrater sessilifolius - Hymenocrater yazdianus |